# Werner Kummer
Werner Kummer (Zuchwill, 20 giugno 1886 – ...) è stato un calciatore svizzero, di ruolo centrocampista.

## Carriera
Ha speso la sua carriera nel calcio svizzero, con una breve parentesi nel campionato italiano. Giocò la stagione 1909 nell'Inter, disputando le gare contro Milan (2-3) e U.S. Milanese (0-2).